# NKI
NKI (förkortning av nöjd-kund-index) är ett nyckeltal i form av ett index för kundnöjdhet, det vill säga hur nöjda kunderna är med det företag de handlar med. NKI-undersökningar är en typ av marknadsundersökning som numera genomförs i de flesta branscher.
Begreppet introducerades i Sverige av Professor Claes Fornell verksam vid University of Michigan i USA. Han är också grundare av konsultföretaget CFI Group.

## Metodöversikt
Enkelt sett är NKI ett nyckeltal för kundnöjdhet som bygger på tre frågor vars resultat räknas ihop via en enkel matematisk modell. Förutom frågorna som mäter just NKI så kan undersökningen fyllas med innehåll efter önskemål från nyttjaren eller beställaren. 
Respondenten får svara på en enkät eller en intervju där varje fråga normalt besvaras med en siffra mellan 1 och 10, där 10 är högsta betyg.
Resultat av de tre frågor som ligger till grund för NKI (och ofta även övriga frågor) omvandlas sedan till ett indexvärde från 0-100 när resultatet för NKI redovisas. Det värde på 0-100 som NKI ofta redovisas som är alltså inte ett procentvärde av hur många av de svarande som är nöjda (andel betyg 9+10 eller betyg 4+5 eller liknande).
Enligt SCB används följande metod för att mäta kundnöjdhet som en form av kvalitet.
Den analysmodell som används är konfirmativ faktoranalys, vilket är en slags linjär regression, där NKI-värdet är den beroende variablen. NKI-värdet baseras på ett medeltal på tre frågor:
1. Hur nöjd respondenten är med verksamheten i dess helhet.
2. Hur väl verksamheten uppfyller respondentens förväntningar.
3. Hur verksamheten är jämfört med en ideal sådan.

De oberoende variablerna är de frågor som undersökningen syftar till att koppla mot NKI-värdet. Enkäten kan teoretiskt sett innehålla ett obegränsat antal frågor, men tre till fem frågor, kallade indikatorer, kopplas samman till en grupp av frågor. Dessa grupper kallas latenta variabler. De latenta variablerna är den faktor som påverkar NKI-talet, och är av en mer generell karaktär (exempelvis “service”). De latenta variablernas riktningskoefficient (kallat effektmått) beräknas itterärt med hjälp av minsta kvadratsumman. Även om den kan beräknas manuellt är det väldigt vanligt att ett datorprogram utför beräkningen. Kovariansen mellan de latenta variblerna och NKI benämns effektmått, och SCB har beslutat att effektmåttet ska vara en femtedel av det faktiska riktningskoefficienten, samt att medeltalet på effektmåtten skall vara 0,5. Ingen närmare förklaring till det beslutet finns att tillgå på deras hemsida.
I en traditionell regressionsanalys tillåts riktningskoefficienten visa det faktiska sambandet mellan en oberoende och beroende variabel. I NKI tillåts inte effektmåttet vara lägre än 0. Värt att notera är att om 0 ingår i intervallet för effektmåttet är påverkan inte signifikant fastställd, och i praktiken kan den sägas sakna betydelse.

### Tolkning av resultatet
Resultatet av regressionsanalyserna presenteras oftast i en så kallad åtgärdsmatris /prioriteringsmatris med fyra fällt som ger en inbördes prioriteringsordning mellan de oberoende variablerna.